# Ma Yunwen
Ma Yunwen (chinês tradicional: 馬蘊雯; Xangai, 19 de outubro de 1986) é uma jogadora de voleibol chinesa, medalhista nos Jogos Olímpicos de 2008.
Ma estreou em Olimpíadas justamente na edição em que foram realizadas no seu país natal. Participou de todos os jogos em Pequim, onde a seleção chinesa viria a conquistar a medalha de bronze ao vencer Cuba na disputa de terceiro lugar.
Também foi convocada para disputar os Jogos de Londres, quatro anos depois, mas a China não obteve medalha e terminou a competição em quinto lugar.
Além da seleção nacional, joga pelo Igtisadchi Baku, do Azerbaijão, onde tem contrato até 2014.